# Carolin Saage
Carolin Saage (geboren am 30. Juni 1978 in Rochlitz) ist eine deutsche Fotografin und bildende Künstlerin, die in Berlin, Deutschland lebt. Sie ist bekannt für ihre eindringlichen und atmosphärischen Fotografien und erkundet Themen wie Identität, Intimität und Zeitverlauf. Ihre Arbeiten wurden in Galerien und Kunstveranstaltungen in Deutschland und international ausgestellt.

## Frühes Leben und Ausbildung
Carolin Saage wurde in Rochlitz, in der ehemaligen DDR, in einfachen Verhältnissen geboren. Sie lebte mit Ihrer alleinerziehenden Mutter und Bruder in Geringswalde zusammen. Als die Berliner Mauer viel, zog sie nach Westdeutschland. Sie entwickelte früh eine Leidenschaft für die Fotografie, inspiriert von ihrer Faszination, das Wesentliche eines Moments einzufangen. Sie ist faziniert von der Magie eines latenden Bildes, einer der wenigen magsichen Dinge auf dieser Welt und vor allem in der ehemaligen DDR.
Carolin Saage lebt seit ihrem 16. Lebensjahr auf eigenen Füßen und musste sich allein durchschlagen, nachdem ihre Mutter starb, als sie erst 18 war. Saage studierte Fotografie am Photo+Medienforum Kiel. Nach ihrem Abschluss zog sie 2001 nach Berlin.

## Karriere
Saages fotografischer Stil zeichnet sich aus durch den Einsatz von natürlichem Licht, einzigartigen Kompositionen und einer Vorliebe für analoge Filme. Sie hat an verschiedenen Projekten gearbeitet, darunter Porträt, Mode und redaktionelle Fotografie sowie persönliche Kunstprojekte. Ihre Fotografien wurden in verschiedenen Zeitschriften und Medien veröffentlicht, die ihr Talent und ihren markanten Stil zur Schau stellen. Zu ihren bemerkenswerten Serien gehört Bar 25, die die Atmosphäre und das einzigartige Wesen des inzwischen geschlossenen Bar 25-Clubs in Berlin einfängt. Carolin Saage, damals 26, erhielt den einzigartigen Zugang, die Geschichte der Berliner Bar 25 von ihren Anfängen an zu dokumentieren. Sie dokumentierte die siebenjährige Reise, die in einer historischen sechstägigen Party gipfelte. Ein Sommer lang lebte sie vor Ort und fing das Wesen von Clubnächten ein, vom Aufbau bis zur morgendlichen Erschöpfung, mit ihrer 35-mm-Filmkamera. Ihre Bilder umfassen sowohl die hohe Energie als auch die intime Hingabe dieser Momente und zeigen die Transformation von einer anarchistischen Spaßkultur zu einer professionellen Spaßindustrie. Saages Arbeit, die "25/7"-Serie, geht über traditionelle Langzeitprojekte hinaus und repräsentiert ihre Entwicklung als Künstlerin und Chronistin der sich wandelnden Partykultur von 2003 bis 2010.
Carolin Saages Arbeiten wurden in zahlreichen Ausstellungen und Kunstveranstaltungen sowohl in Deutschland als auch international gezeigt. Nach der endgültigen Schließung der Bar25 hat Saage ihre künstlerischen Studienobjekte diversifiziert. Sie richtete ihr Objektiv auf ernüchterndere Themen rund um die Welt. In "Frauen im Gefängnis Sri Lanka" gibt sie uns einen intimen Einblick in die katastrophalen Zustände von weiblichen Gefangenen, die aus politischen und religiösen Gründen noch schlechter behandelt werden als ihre männlichen Kollegen. "Kinder in den Kibera-Slums" fängt die Widerstandsfähigkeit und den Geist von Kindern in einem der größten städtischen Slums Afrikas ein. Ihre Serie über Sexarbeiterinnen in Griechenland bietet einen unerschrockenen Blick auf eine marginalisierte Gruppe, wo Transgender-Menschen die Musen von Touristen und anderen Förderern eines düsteren pinken Kapitalismus sind, während "Reflexionen von der Grenze Tijuana, Mexiko," eine wahre Perspektive auf die sozialen und wirtschaftlichen Nöte süd- und zentralamerikanischer Einwanderer bietet, die vergeblich vom Amerikanischen Traum träumen. Diese Serien zeigen Saages Engagement, ihre Linse als Werkzeug zum Einfangen vielfältiger menschlicher Erfahrungen zu nutzen.

## Privatleben
Carolin Saage lebt derzeit mit ihrem im Jahr 2005 geborenen Sohn in Berlin, wo sie weiterhin an ihren Fotografie- und Kunstprojekten arbeitet. Neben ihrer fotografischen Arbeit setzt sie sich für die Erhaltung des analogen Films und die weitere Erforschung traditioneller fotografischer Techniken ein. Jetzt macht sie auch Polaroid-Serien und erforscht die Effekte von überlagerten Bildern.

## Wichtige Werke

### Kunstausstellungen
- 2023 - Overdosaage Ausstellung - Coin Coin - Zürich[4]
- 2021 - Don't put in Mouth Ausstellung (Alles für die Liebe, Sex, Macht und Gummibärchen) - POP-UP VIADUKTGALERIE - Holzmarkt[5]
- 2019 - Ausstellung im C/O Berlin "Keine Fotos auf der Tanzfläche" kuratiert von Felix Hoffmann[6]
- 2018 - Soloausstellung in der Berliner Seven Star Gallery "Liminal"[7]
- 2018 - Ausstellung im Museum für Angewandte Kunst, RAY Fotografieprojekte Frankfurt am Main "EXTREME. BODIES" mit meinen Arbeiten "Sex Workers Athens" zusammen mit Antoine d'Agata, Boris Mikhailov und anderen[8]
- 2017 - Gruppenausstellung im Hilversum Museum Bling Bling Baby![9]
- 2016 - NRW Forum Gruppenausstellung Bling Bling Baby![10]
- 2012 - Soloausstellung im Soho House Berlin "the night remains" Bar25
- 2011 - Ausstellung im Radialsystem Berlin "25 Bilder" aus der Bar25-Dokumentation[11]
- 2009 - Soloausstellung in der Schweiz "blue day out" Mensch in der Natur

### Veröffentlichungen von Saage
- 25/7. Berlin. Seltmann Publishers GmbH. 2014.[12]

### Bücher mit Beiträgen von Saage
- Bling Bling Baby! Düsseldorf. 2016. Hatje Kants. Nadine Barth mit Miles Aldridge, Maxime Ballesteros, Christto & Andrew, Markus Henttonen, David LaChapelle, Izima Kaoru, Anatol Kotte, Pierre et Gilles, Rankin, Martin Schoeller, Ruud van Empel, Pierre Winther und anderen. ISBN 978-3-7757-4244-3.[13]
- Nachtleben Berlin - 1974 bis heute. Berlin. 2013. Metrolit Verlag. Wolfgang Farkas, Stefanie Seidl, Heiko Zwirner. ISBN 9783849303044.[14]
- Lost and Sound. Berlin. 2009. Suhrkamp. Tobias Rapp. ISBN 978-3-518-46044-3.[15]

### Fotos von Carolin Saage aus anderen Projekten
- Exodos von Sasha Waltz im Jahr 2018 im Radialsystem Berlin[16]
- Fotoreihe von Ronja von Rönne und Autos im Jahr 2016[17]
- Fotoreihe von Highway 16 in Kanada, für die Zeitung Spiegel[18]